# Maridalia Hernández
Maridalia Hernández Morel (Santiago de los Caballeros, Provincia de Santiago; 19 de agosto de 1959) es una cantante dominicana; a su vez, forma parte de los fundadores del grupo 440, junto a Juan Luis Guerra.

## Niñez y educación
Inició sus estudios musicales a la edad de 10 años, en el Liceo Musical José Ovidio García, en Santiago de los Caballeros. Continuó sus estudios en la Academia Dominicana de Música, donde obtuvo el título de Profesora de Música. Nieta del Cantante Julio Alberto Hernández
En el Conservatorio Nacional de Música realizó estudios complementarios de violoncelo y canto lírico. En el II Concurso Nacional de Estudiantes de Música fue ganadora del primer premio en el nivel superior de piano.

## Carrera
Como cantante, el público dominicano la conoció en el 1981 en el espectáculo Sonido Para una Imagen, una producción sobre temas de películas, del arreglista Luis José Mella para el Teatro Nacional. En el mismo año se presentó en diversos conciertos de rock y jazz bajo la dirección musical de Manuel Tejada, siendo la contraparte artística de Chick Corea y Paco de Lucía. En 1982 realizó exitosamente el papel de María Magdalena en la ópera rock Jesucristo Superestrella  y presentó su primer recital Con y Sin Nostalgia en el Palacio de Bellas Artes. En ese mismo año actuó con Camilo Sesto, luego fue invitada a cantar junto a él en el Teatro de Bellas Artes en Puerto Rico.
Desde 1983 hasta 1988 fue fundadora y solista principal del popular grupo 440, junto a Juan Luis Guerra, Mariela Mercado y Roger Zayas-Bazán.
En 1986 interpretó la canción que obtuvo el primer lugar del Festival de Viña del Mar en Chile, Para Quererte de la autoría de Manuel Tejada y José Antonio Rodríguez Duvergé. Posteriormente, realizó el espectáculo Para Quererte… Maridalia  en Santo Domingo. Ese mismo año recibió los premios El Dorado, Casandra y El Soberano, distinguiendo su talento como vocalista femenina, productora e intérprete del año 1986.
En 1987 fue galardonada como joven sobresaliente con el Supremo de plata por los premios Jaycees 72, Inc., y en ese mismo año participó como invitada especial en el concierto del prestigioso artista Alberto Cortez, presentado en el Teatro Nacional de Santo Domingo donde interpretó la canción Una compuesta especialmente para ella por el propio Cortez. También produjo el especial para TV Algo en Común, un histórico y artístico documento para futuras generaciones realizado por el cineasta Jean-Louis Jorge, donde narra la vida musical de su abuelo, el reconocido compositor dominicano Julio Alberto Hernández.
En 1988 fue invitada especial del músico dominicano Michel Camilo en el Festival de Jazz de Madrid y en 1989 fue la ganadora del tercer lugar en el Festival OTI con la canción Te Ofrezco de Juan Luis Guerra.
En 1992 es contratada por el maestro Manuel Tejada para realizar los coros en el disco del baladista Dominicano Dhario Primero en su disco Tres amigos a la buena de Dios.
En 1994 obtuvo el premio como cantante femenina más destacada en la XXVII Entrega Anual de los Premios ACE de la ciudad de New York. En 1995 participó en el especial para TV Somos un solo pueblo que realiza el Banco Popular de Puerto Rico sobre la difusión y proyección de la Caribeña y latinoamericana y en el 2002 fue proclamado el sábado de 23 de febrero el Día de Maridalia Hernández por el alcalde del Condado de Miami-Dade, Alex Penelas.
Maridalia Hernández ha realizado cinco producciones discográficas de la mano de productores como Juan Luis Guerra, José Antonio Molina y Manuel Tejada. En 1996 fue invitada especial de la producción discográfica Antiguo del pianista cubano de jazz Gonzalo Rubalcaba.
En 1998 estudió teatro musical en el Collaborative Arts Project (CAP 21) de la universidad de NYU en la ciudad de New York.
En los últimos años, ha sido representante oficial de la República Dominicana en la Feria Internacional de Turismo de Río de Janeiro, Brasil y en el 1.er Festival de Música Caribeña realizado en la turística isla de Roatán, Honduras, en el 2004 y 2005, respectivamente. Sus últimas presentaciones se han realizado en escenarios como el Centro John F. Kennedy para las Artes Escénicas de la ciudad de Washington D. C. y el Teatro Apollo y Lincoln Center de Nueva York, donde se han consagrado grandes estrellas del arte internacional. También fue escogida como representante oficial para la Feria Turística de la ITB de Berlín. Maridalia Hernández ha compartido escenario con las más grandes figuras de la música a nivel mundial, artistas de la talla de Andrea Bocelli, entre muchos otros.
En 2009, Maridalia Hernández es la voz e imagen de la campaña DirecTV Más para el mercado latino de Estados Unidos de América.